# دیدگاه مسیحیان در مورد پیشگیری از بارداری

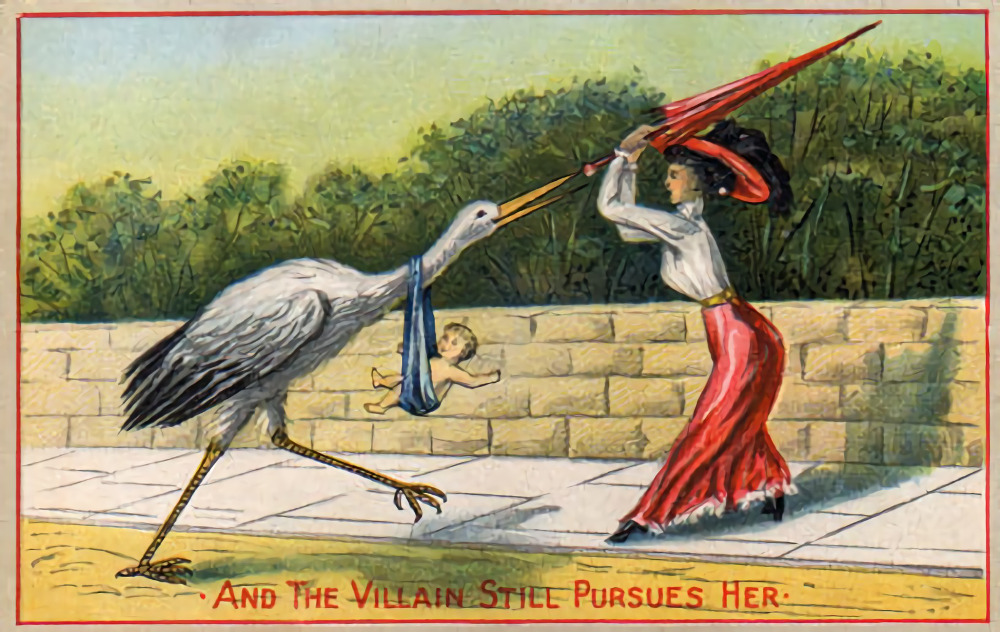
کارت پستال مرتبط با موضوع پیشگیری از بارداری از دوران ویکتوریایی.

دیدگاه مسیحیان در مورد پیشگیری از بارداری (انگلیسی: Christian views on birth control) قبل از قرن بیستم، سه شاخه اصلی مسیحیت - کلیسای کاتولیک، ارتدکس و پروتستانتیسم - از جمله اصلاح‌طلبان برجسته پروتستان مارتین لوتر و ژان کالون به‌طور کلی دارای دیدگاهی انتقادی برای پیشگیری از بارداری داشتند با این حال، امروزه در میان فرقه‌های مسیحی، دیدگاه‌های گوناگونی در مورد کنترل موالید وجود دارد که از پذیرش پیشگیری از تولد گرفته تا جنبش کویورفول که پیشگیری از بارداری را مجاز نمی‌داند و معتقد است مسیحیان باید خانواده‌های پرجمعیت داشته باشند.